# Didyliw
Didyliw (ukrainisch Дідилів; russisch Дедилов/Dedilow, polnisch Dziedziłów) ist ein Dorf in der westukrainischen Oblast Lwiw.

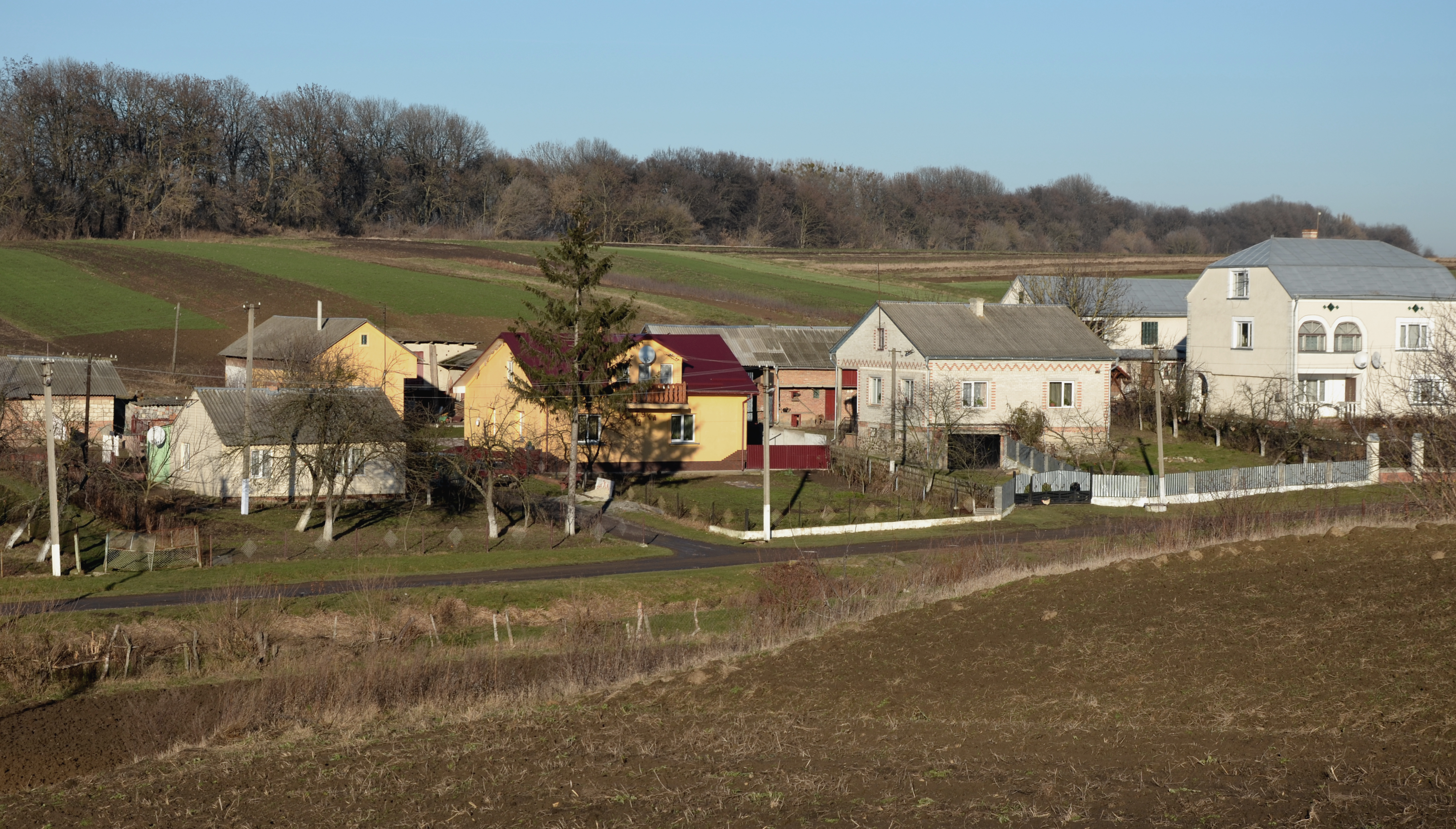
Blick auf den Ort

Das Rajonszentrum ehemalige Kamjanka-Buska liegt etwa 19 Kilometer nördlich des Ortes, das Oblastzentrum Lwiw etwa 26 Kilometer südwestlich des Dorfes, durch den Ort verläuft die Fernstraße M 06 sowie das Flüsschen Dumnyzja.
Am 12. Juni 2020 wurde das Dorf ein Teil der neu gegründeten Siedlungsgemeinde Nowyj Jarytschiw im Rajon Lwiw; Bis dahin bildete der Ort die gleichnamige Landratsgemeinde, zu der auch die Dörfer Welyki Pidlisky (Великі Підліски) und Chreniw (Хренів) zählten.
Der Ort wurde 1398 zum ersten Mal erwähnt und lag zunächst in der Adelsrepublik Polen-Litauen, Woiwodschaft Ruthenien, ab 1772 gehörte er bis 1918 zum österreichischen Galizien, kam nach dem Ende des Ersten Weltkrieges zu Polen (in die Woiwodschaft Lwów, Powiat Kamionka Strumiłowa, Gmina Dziedziłów), wurde im Zweiten Weltkrieg von September 1939 bis Sommer 1941 von der Sowjetunion, danach bis 1944 von Deutschland besetzt. Seit 1944 ist er ein Teil der Ukrainischen SSR und seit 1991 ein Teil der heutigen Ukraine.
Im Januar 1940 wurde der Ort zum Rajonzentrum des Rajons Didyliw, dieser bestand aber nur kurz und wurde bereits im Herbst 1940 nach der Verlegung des Rajonszentrum nach Nowyj Jarytschiw in Rajon Nowy Jarytschiw umbenannt, dieser ging 1962 großteils im Rajon Kamjanka-Buska auf.